# Râul Buda, Hatnuța
Râul Buda este un afluent al râului Hatnuța în județul Suceava.  

## Hărți
- Harta județului Suceava